# Pipino el Jorobado
Pipino, el Jorobado (ca. 768 y 769-811) fue el hijo mayor de Carlomagno con su concubina Himiltruda según Einhard, aunque Pablo el Diácono habla del nacimiento de Pipino «antes del matrimonio legal».

## Biografía

### Juventud
Se describe a Pipino como un joven de proporciones normales con características atractivas. Sin embargo, su atractivo se vio empañado por una deformidad de la columna de la que deriva su apodo «El Jorobado». Debido a su discapacidad, y la posible ilegitimidad, Pipino nunca fue candidato a heredar el gobierno de los francos. Sin embargo, el emperador Carlos trataba a su hijo dándole prioridad sobre sus hermanos menores, como era lo apropiado por su primogenitura. Pipino era un hombre amable, y llegó a ser un muy querido miembro de la corte de Carlos. El príncipe jorobado tuvo una cierta esperanza de sucesión de su padre, además, Pipino fue un blanco fácil para los nobles descontentos, que prodigaban simpatías en él y lamentó el tratamiento que su madre había recibido cuando Carlos la había hecho a un lado para casarse con una princesa lombarda, Desiderata.
En 781, Carlos, formalmente, excluyó a Pipino de la sucesión a los territorios del imperio franco, y el Papa bautizó a su tercer hijo, Carlomán, que pasó a recibir, también, el nombre de Pipino. El nombre tenía un significado especial, ya que "Pipino" había sido un nombre recurrente en la dinastía carolingia. Este hecho pudo haber sido inducido por Hildegarda, esposa de Carlomagno y la madre de Carlos el Joven, que sentía que la herencia de su hijo se veía amenazada por el príncipe jorobado.

### Destierro
A Pipino se le permitió permanecer en la corte, y Carlomagno continuó dándole prioridad de sucesión a su hijo legítimo mayor Carlos El Joven. Pipino también se mantuvo como un popular «amigo» de los nobles descontentos, y en el año 792 encabezó una rebelión contra Carlos. Se cuenta que un grupo de nobles convencieron al príncipe deforme para ser el jefe de la rebelión. Los conspiradores planeaban matar a Carlomagno, su esposa Hildegarda y a sus tres hijos. Quedando Pipino el Jorobado como rey y así los nobles poder manipularlo. El día del asesinato, Pipino fingió estar enfermo con el fin de reunirse con los conspiradores. El golpe casi tuvo éxito, pero un diácono lombardo, llamado Fardulf, en última instancia, los delató.
Carlomagno celebró una asamblea en Ratisbona para juzgar a los conspiradores, y todos fueron declarados culpables de alta traición y ejecutados. Carlomagno parecía mantener sentimientos de cariño hacia su primer hijo, por lo que la sentencia de Pipino fue conmutada. En su lugar, Pipino se vio obligado a entrar en un monasterio, el de Prüm, a vivir el resto de su vida como monje. Pipino murió en ese lugar unos veinte años más tarde.